# Veitchs Berberitze

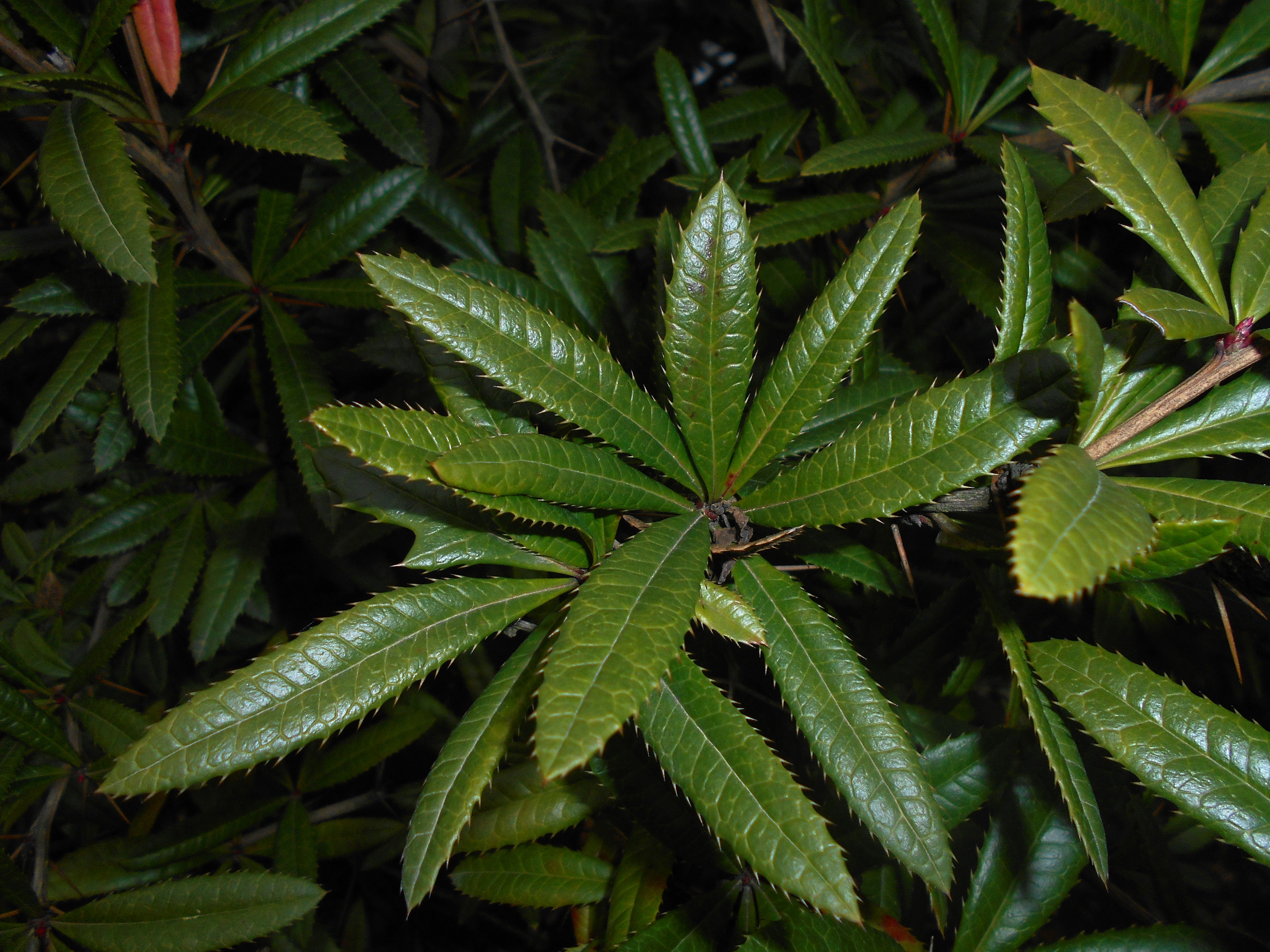
Blätter

Veitchs Berberitze (Berberis veitchii) ist eine Pflanzenart aus der Gattung der Berberitzen (Berberis) innerhalb der Familie der Berberitzengewächse (Berberidaceae). Sie stammt aus China und wird als Zierpflanze verwendet.

## Beschreibung

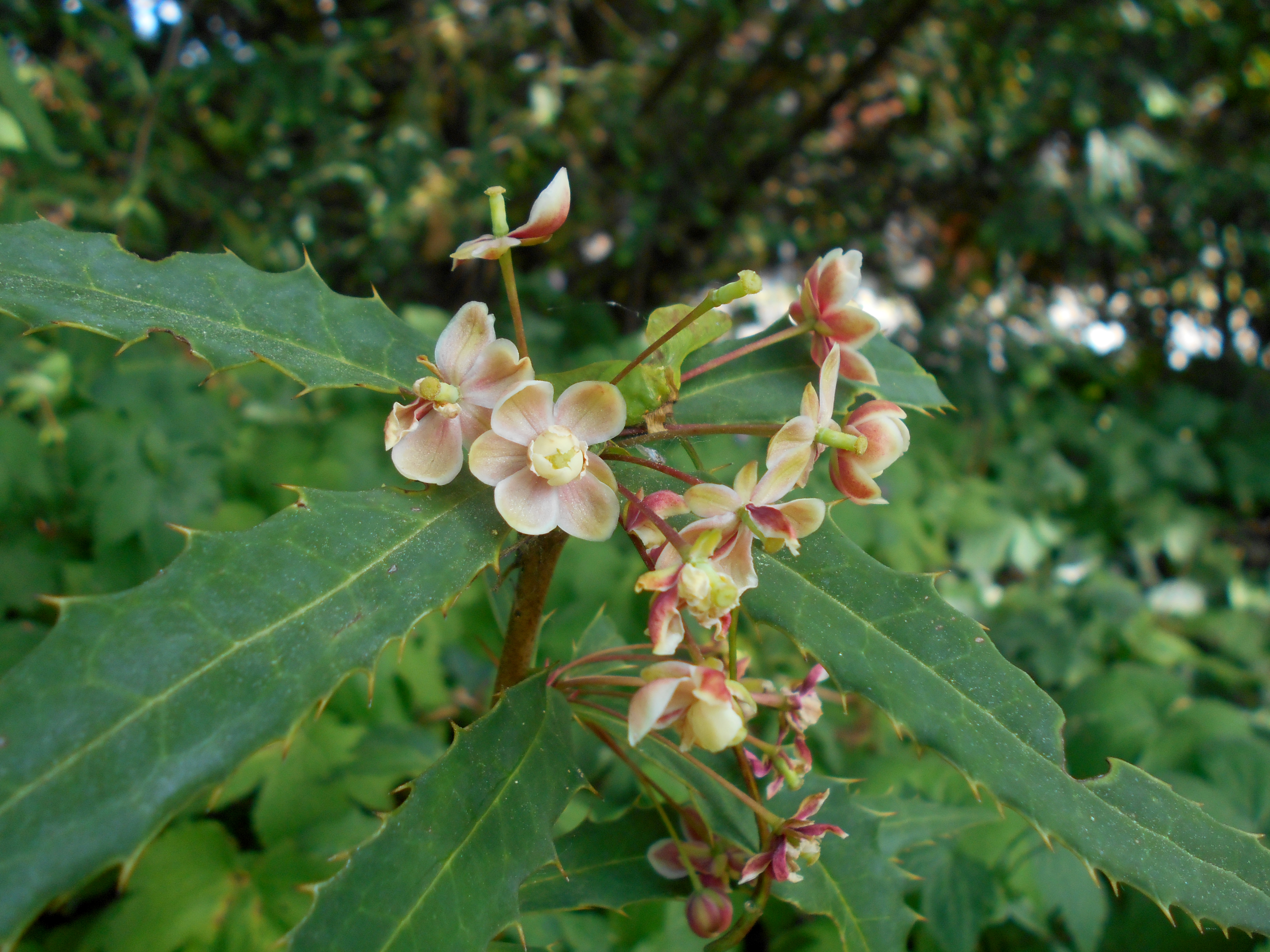
Zweig mit Laubblättern und Blüten

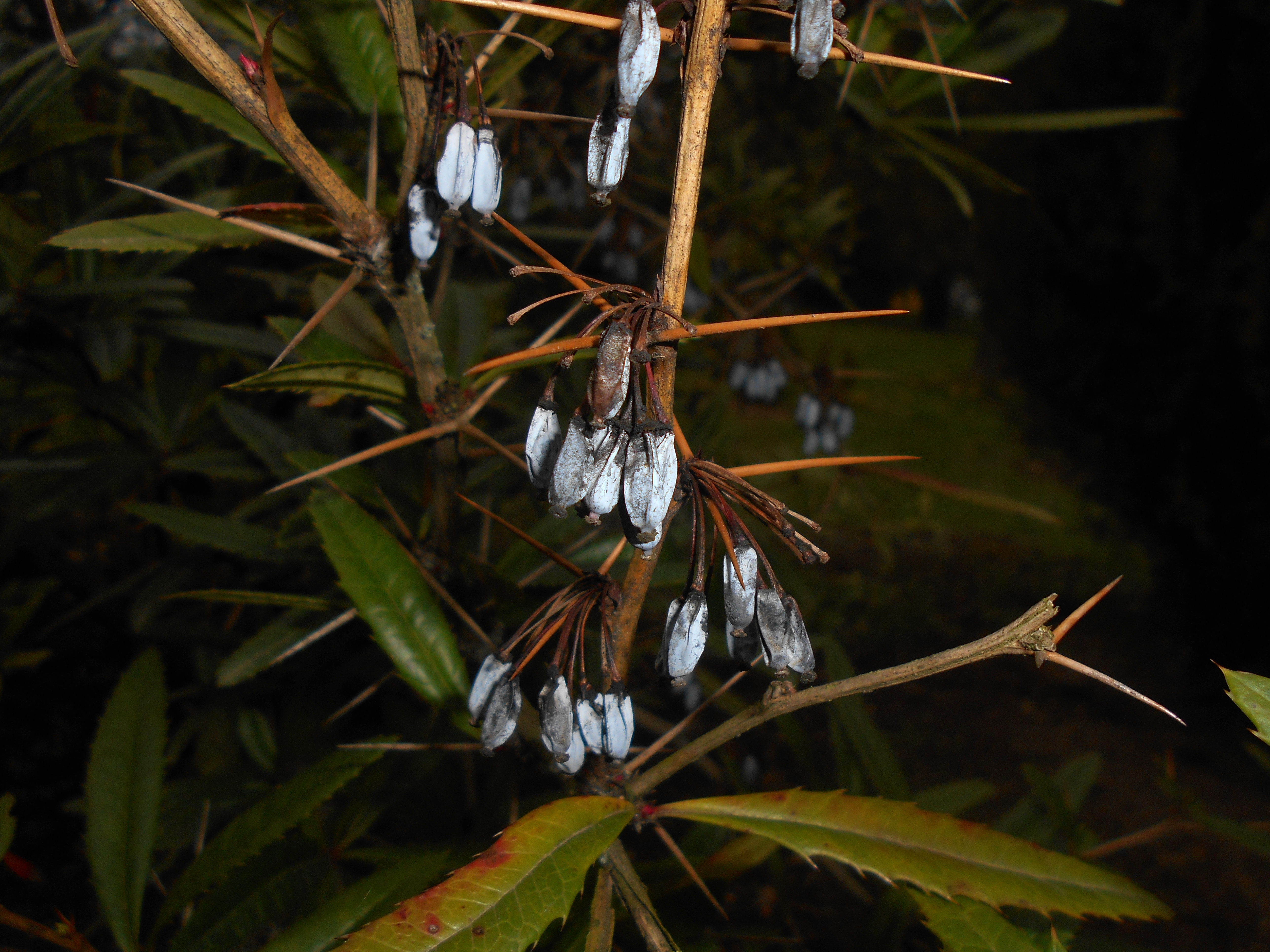
Zweig mit Dornen, Laubblättern und alten Früchten

### Vegetative Merkmale
Veitchs Berberitze ist ein immergrüner Strauch, der Wuchshöhen bis zu 2 Metern erreicht. Die Rinde der jungen Zweige ist rot. Die Blattdornen sind bis zu 4 Zentimeter lang und dreiteilig.
Die fast sitzenden Laubblätter sind 6 bis 12 Zentimeter lang, eilanzettlich bis verkehrt-eilanzettlich oder elliptisch, lanzettlich, zugespitzt und stachelig gesägt, oberseits dunkelgrün, unterseits hell- bis gelbgrün. Der Blattrand ist knapp umgebogen.

### Generative Merkmale
Bis zu acht lang gestielte Blüten sind in achselständigen Büscheln angeordnet. Die gestielten, zwittrigen Blüten sind rötlich-bräunlich bis gelb mit 15 Blütenhüllblättern.
Die mehrsamigen, eiförmigen bis ellipsoiden  Beeren mit Narbenresten sind bei Reife schwarzblau und „bereift“.

## Vorkommen
Sie kommt in den chinesischen Provinzen nördliches Guizhou, Hubei sowie Sichuan vor. Sie gedeiht dort im Dickicht, in Wäldern an Waldrändern und entlang von Fließgewässern in Höhenlagen von 2000 bis 3300 Metern.

## Taxonomie
Die Erstbeschreibung von Berberis veitchii erfolgte 1913 durch Camillo Karl Schneider in Charles Sprague Sargent: Plantae Wilsonianae an enumeration of the woody plants collected in Western China for the Arnold Arboretum of Harvard University during the years 1907, 1908 and 1910 by E.H. Wilson, 1, 3, S. 363.

## Verwendung
Wie viele andere Berberitzen-Art findet Veitchs Berberitze als Zierstrauch Verwendung. Sie wurde von Ernest Henry Wilson, der von 1899 bis 1905 für Veitch and Sons in West- und Mittelchina Pflanzen sammelte, 1900 in Europa eingeführt.